# 이베르니

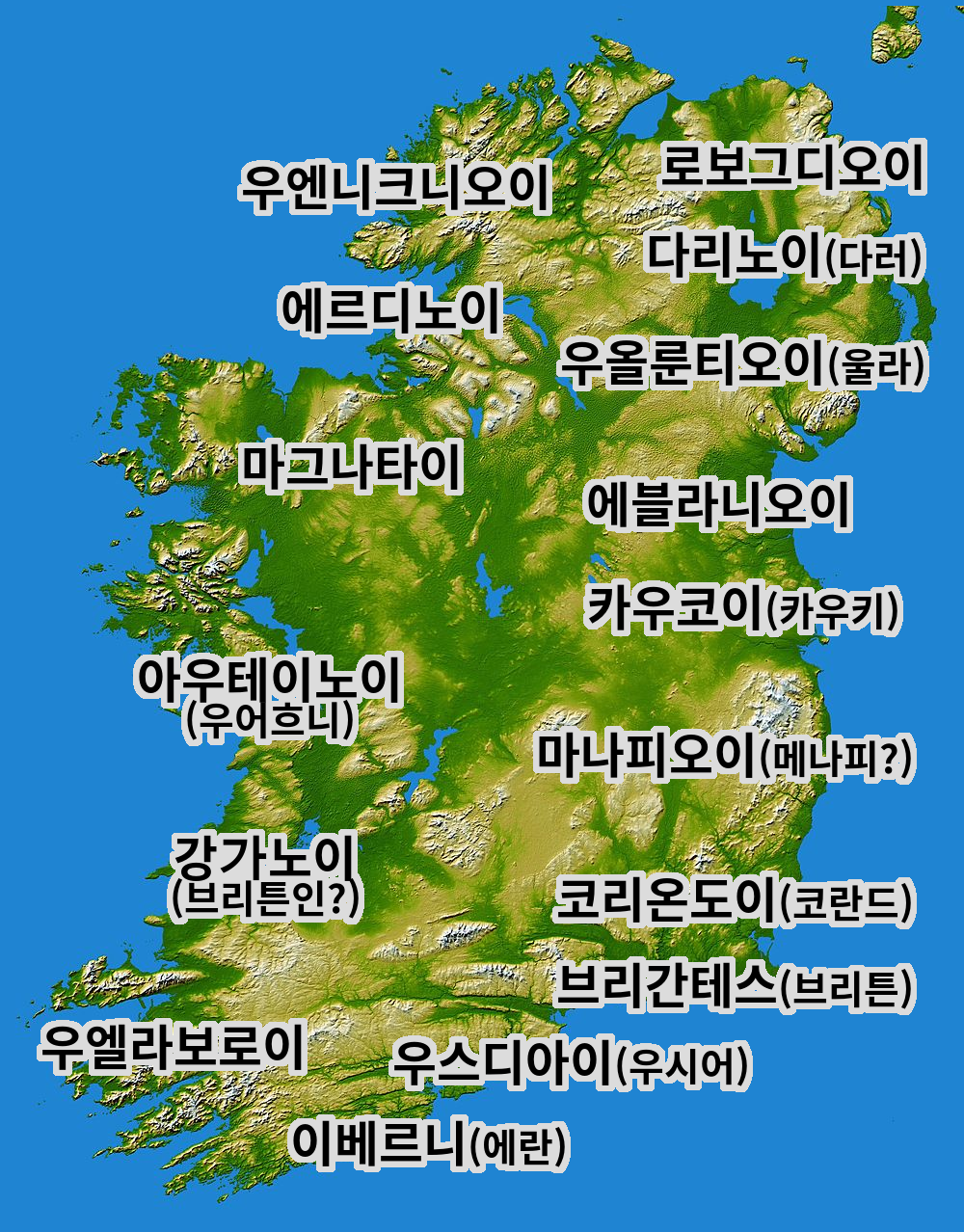

이베르니(라틴어: Iverni, 고대 그리스어: Ἰούερνοι 이오우에르노이[*])는 아일랜드 역사 초기에 살았다는 민족이다. 2세기에 클라우디오스 프톨레마이오스가 쓴 『지리학』에 섬 남서쪽 끝에 사는 민족으로 언급된다.  또한 프톨레마이오스는 그들의 영토에는 "이베르니스(고대 그리스어: Ἰουερνίς 이오우에르니스[*])"라는 도시(?)가 있으며, 이 도시가 섬 전체와 같은 이름을 가지고 있다고 썼다. 아마  이베르니라는 이름은 원래 아일랜드섬의 주민 전체를 가리키는 말이었는데, 프톨레마이오스의 시대가 되면 의미 분화가 일어나 섬은 히베르니아라고 부르게 되고 이베르니라는 이름은 남서쪽 해안지역에 사는 사람을 가리키는 말로 제한된 것으로 보인다. 이 이베르니는 중세 먼스터 왕국의 초기 지배세력이었던 에란(아일랜드어: Érainn, 아일랜드어: Éraind 에란드, 아일랜드어: Érnai 에르너)과 언어학적으로 동일시된다. 먼스터의 이베르니 왕족을 다리너라고도 한다.

## 같이 보기
- 아일랜드계 왕국 목록
- 루가드 막 콘